# Ivica Matković
Pour les articles homonymes, voir Matković.
Ivica Matković (né en 1913 à Zlarin et mort en 1945 à Celje) est un lieutenant-colonel Ustase et l'administrateur du Camp d'extermination de Jasenovac entre janvier 1942 et mars 1943,,. Il dirige Vjekoslav Luburić. En mars 1943, après la Bataille de Stalingrad, sous la direction d'Ante Pavelić et Andrija Artuković, il se fait exiler avec son père. Le 19 mars 1943, Matković est renvoyé de l'administration. 